# لقيط

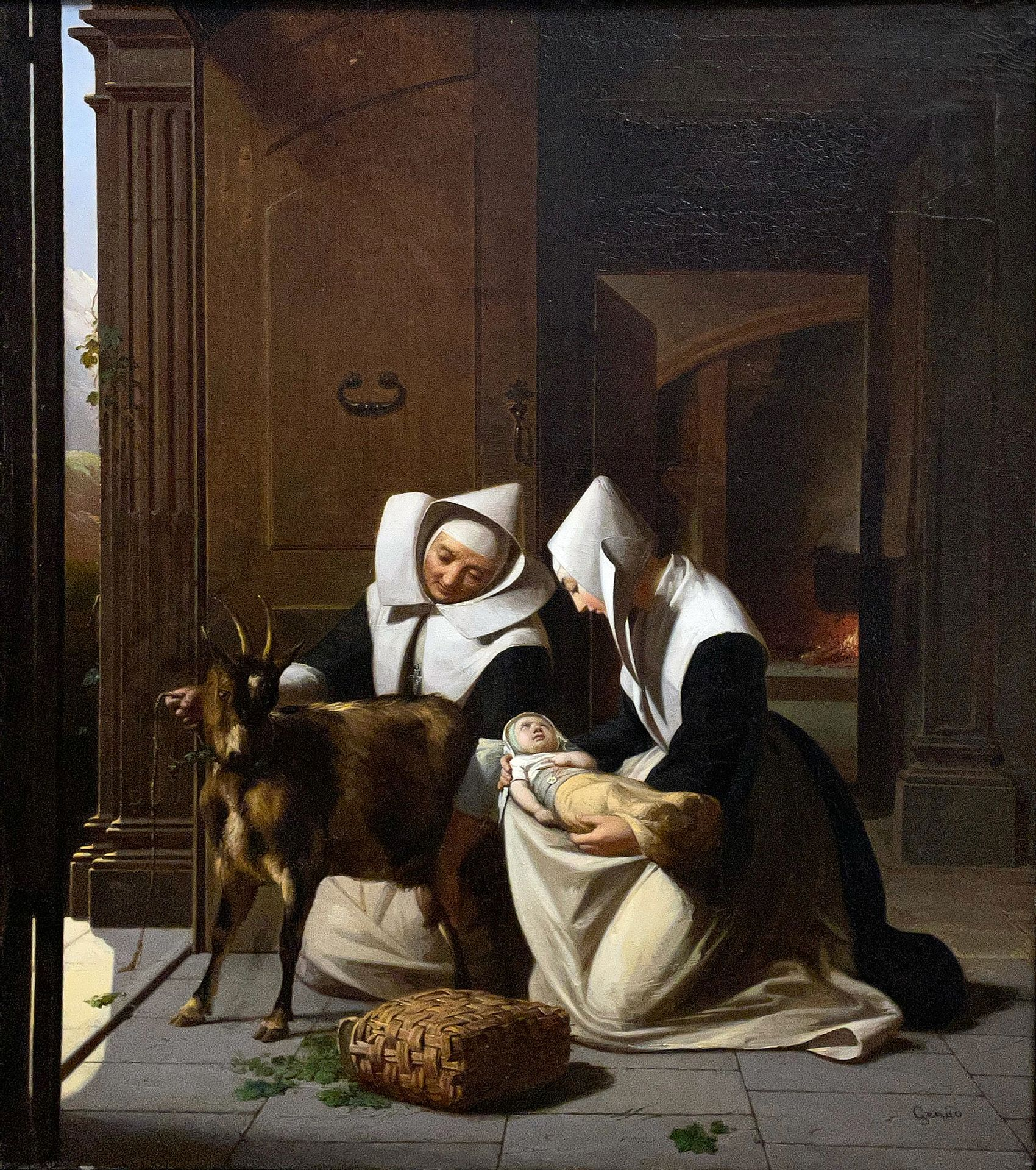
طفل لقيط تحت عناية راهبات

اللَقِيطٌ هو الطفل الصغير الذي طرحه أهله خشية الفقر أو خوفا من تهمة الزنا .

## اللقيط في الإسلام

### تعريفه
اللقيط هو طفل يوجد منبوذا في مكان ما لايعرف له نسب ولايدعيه أحد.

### حكم التقاطه
التقاطه فرض عين على من يجده إن وجد في مكان يغلب على الظن هلاكه لو ترك فيه، وقد وردت آثار عن الصحابة بالترغيب في التقاطه وبيان فضله على كثير من أفعال الخير لأن فيه إحياء لنفس بشرية، لقوله تعالى: ﴿وَتَعَاوَنُوا عَلَى الْبِرِّ وَالتَّقْوَى﴾.

### أحكام اللقيط
1. إذا التقطه أحدهم يجب أن يشهد عليه وعلى ما وجده معه من مال ومتاع.
2. إن التقط في بلاد إسلامية فهو مسلم.
3. ينفق على اللقيط من المال الذي وجد معه، فإن لم يكن معه مال فمن بيت مال المسلمين وإلا فتنفق عليه جماعة من المسلمين.
4. إذا توفي اللقيط فميراثه لبيت المال وإن قتل فالدية لبيت مال المسلمين كذلك.
5. إذا ادعى أحدهم من رجل أو امرأة أن اللقيط ولده وأقر ذلك، ألحق به إذا كان ذلك ممكنا.[4]

## وصلات خارجية
- لَقِيطٌ - القاموس القانوني الجديد، إبراهيم نجار